# صلح‌جویی

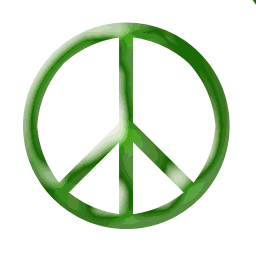
نشانه صلح

صلح جویی یا آیین احتراز از جنگ، مخالفت با جنگ یا خشونت است. اصطلاح «پاسیفیسم» توسط مبارز صلح فرانسوی امیل آرنود (۱۸۶۴–۱۹۲۱) ابداع شد و توسط دیگر فعالان صلح در دهمین کنگره جهانی صلح در گلاسکو در سال ۱۹۰۱ به تصویب رسید.
پاسیفیسم مخالف هر گونه جنگ است و بر این باور است که اختلافات بین‌المللی می‌تواند به صورت مسالمت‌آمیز حل و فصل شود و خواستار لغو نهادهای نظامی و جنگ و مخالفت استفاده از خشونت فیزیکی برای به دست آوردن اهداف سیاسی، اقتصادی یا اجتماعی است.